# Inje
Inje je meteorološka pojava koja spada u hidrometeore, kao npr. kiša, snijeg, tuča, rosa, mraz itd. Po definiciji, inje je naslaga, na uspravnim predmetima, ledenih kristala koji su međusobno više ili manje odvojeni. Nastaje za hladnih maglovitih i vjetrovitih dana kada se pothlađene kapljice vode hvataju po predmetima pri čemu se odmah zaleđuju.
Inje se stvara kod vrlo hladnog (oko -2°C pa do -10°C) i maglovitog vremena kada u magli lebde sitni kristali leda (ledena magla), ili pothlađene kapljice magle, a ponekad su dovoljne kapljice magle koje se onda smrzavaju na predmetima čija je površinska temperatura niža od 0 °C. U ovakvim slučajevima kristali ili kapljice nošeni strujanjem zraka ili slabim vjetrom "lijepe se" uz uspravne predmete posebno na raslinju i električnim vodovima. Moguća je da se gibanjem predmeta kroz maglu (cestovna vozila, brodovi, zrakoplovi) inje "hvata" na izložene predmete. I čovjeka će inje obijeliti i to obrve, brkove ili bradu. Nerijetko će se reći za prosijedog čovjeka da je injem posipan. Iz ovoga je razvidno da se naslaga inja stvara na strani predmeta koja je izložena strujanju zraka ili slabom vjetru.
Inje je karakteristično za planinsku klimu, ali nije rijetko ni u nizinama kontinentalne Hrvatske. Meteorolozi razlikuju, prvenstveno zbog uvjeta pri kojem nastaje tri tipa i to: inje, meko inje i tvrdo inje.  
Kako je velika većina biljaka u zimskom mirovanju upravo onda kada se inje pojavljuje to od te pojave bilje ne trpi štetu. U našim krajevima nije zabilježeno toliko taloženje inja na bilju da bi izazvalo lomove. Dapače, inje je znak da će sve bilje proći nužnu fazu zimskog mirovanja. Na šumskom bjelogoričnom drveću inje prekrivanjem golih grana stvara zanimljive oblike, a na crnogorici svečarski ures. Posebno je dojmljivo kada se raziđe magla te uz hladno vrijeme sunce obasja inje.
Pothlađene kapljice su kapljice vode koje ostaju u tekućem stanju, iako su ohlađene ispod 0°C. Takav fenomen pripisuje se napetosti vodene površine i poznato je da pothlađene kapljice mogu ostati u tekućem stanju i pri temperaturi od  -40°C.

## Vanjske poveznice
- Clouds R Us - Frost
- Guide to Frost
- BBC Understanding Weather - Frost
- American Meteorological Society, Glossary of Meteorology - Hoarfrost
- The Weather Doctor - Weather Whys - Frost